# Carcere di Santo Stefano

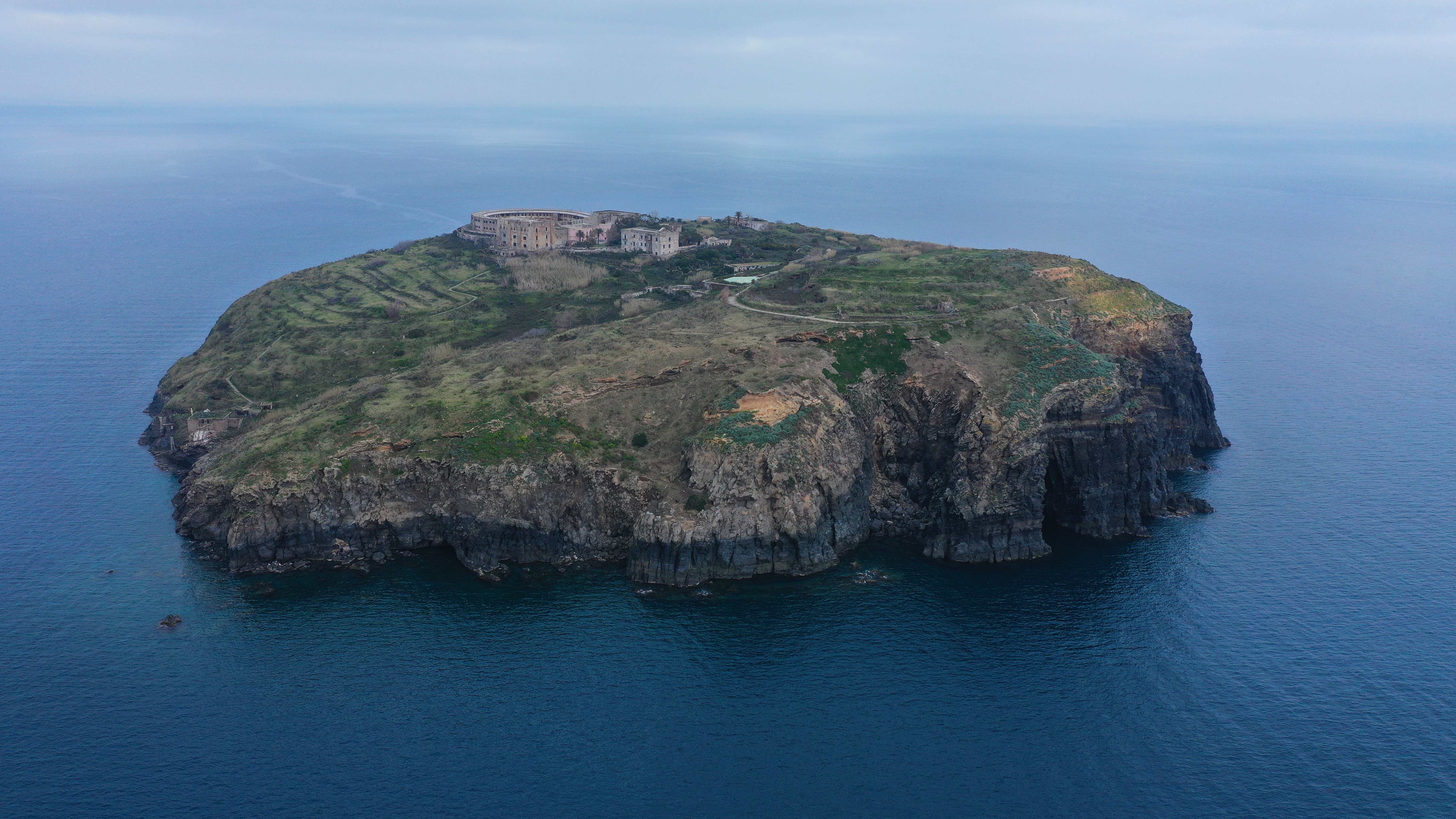
Vista dall'alto dell'isola di Santo Stefano presso Ventotene. Al centro è ben visibile la struttura dell'ex carcere borbonico

Il carcere borbonico di Santo Stefano è una struttura penitenziaria in disuso, costruita tra il 1755 e il 1795 sull'isola di Santo Stefano (sita nell'arcipelago delle Isole Ponziane e amministrativamente compresa nel comune italiano di Ventotene).
È uno dei primi edifici carcerari al mondo ad essere costruiti secondo i principi del Panopticon enunciati dal filosofo inglese Jeremy Bentham.
Dopo anni di abbandono, nel 2016 il Governo Italiano ha stanziato 70 milioni di euro per il Progetto del suo recupero e valorizzazione. Nel 2020 per velocizzare il processo il Governo nominò Commissario straordinario di Governo Silvia Costa, in precedenza europarlamentare in carica fino a gennaio 2023. Da settembre 2023 Giovanni Maria Macioce, già generale della Guardia di Finanza, è stato nominato Commissario straordinario di Governo ed è tuttora in carica.

## La Struttura

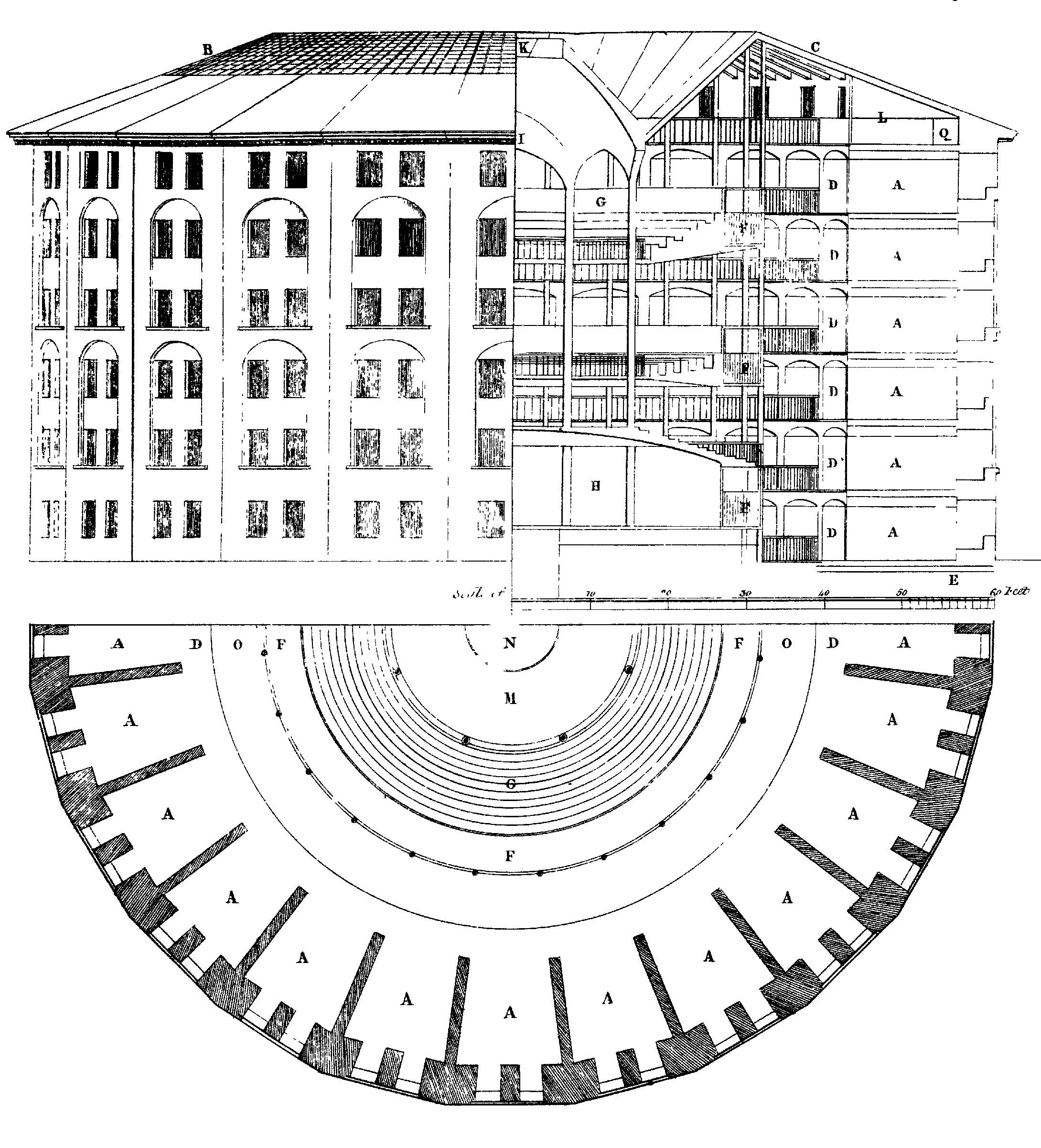
Progetto di Panopticon, 1791

Il progetto del carcere fu sviluppato dall'ingegner Francesco Carpi che si ispirò ai principii del Panopticon di Bentham, ma anche al progetto di Domenico Fontana per il carcere di San Michele a Roma. La pianta a ferro di cavallo doveva consentire da un unico punto una costante sorveglianza da parte delle guardie carcerarie su tutte le celle, anche come elemento di deterrenza. La struttura fu edificata in breve tempo e con un’esigua spesa grazie all'impiego di detenuti deportati e fu ultimata nel 1797: sul perimetro interno affacciavano 99 celle di circa 16 mq ciascuna, dislocate su tre piani o sezioni identificate come inferno (celle al piano terra, senza feritoie), purgatorio e paradiso (al terzo piano, con una piccola feritoia da cui vedere un pezzetto di cielo). Le celle guardavano all'interno e il mare non era visibile da nessuna di queste. Le celle dovevano in origine ospitare circa 370 detenuti, ma la capienza venne successivamente portata a 600. Al piano terra, meglio controllabile, si trovavano i detenuti più facinorosi e due celle prive di finestre destinate alle punizioni. Al secondo piano l’infermeria. Alle estremità dell’emiciclo, in un corpo di fabbrica con due torrette, erano alloggiati il personale di sorveglianza e quello sanitario. Completavano la struttura i magazzini, la mensa, gli uffici amministrativi e, al centro del cortile, una cappella. Con l’avvento del Regno d’Italia il Complesso carcerario fu sottoposto a diverse modifiche strutturali, tra cui la divisione delle celle con un tramezzo in muratura e l’apertura di una nuova porta al posto della finestra interna all’esedra. Si ottennero così 64 celle per piano ad uso singolo, così da attuare il sistema dell’isolamento individuale continuo. Venne poi costruita la IV sezione di segregazione in una nuova struttura circolare all’esterno del piano terra, con 78 nuove celle per ospitare prevalentemente detenuti politici e carcerati in punizione e sei celle di rigore con i letti di contenzione forzata. Il numero dei reclusi si stabilizzò a circa 250. Tra fine ‘800 e inizio ‘900 furono realizzati altri fabbricati esterni: il più grande fu adibito ad alloggio del direttore, del cappellano e del personale amministrativo; poi il forno, la nuova cappella, la lavanderia. Un piccolo cimitero raccoglieva i resti dei detenuti, quando non richiesti dai familiari. L’ultimo intervento del 1960 fu l’inopportuna costruzione di una pensilina in cemento armato all’ultimo piano dell’emiciclo, che ha messo a rischio la staticità della struttura.

## Il Panopticon
Secondo i principi illuministici propugnati dal filosofo inglese Jeremy Bentham, "nei tentativi di recupero dei detenuti. ... era possibile ottenere il dominio di una mente sopra un'altra mente... tramite una adeguata struttura architettonica". Tali principi, sviluppati dallo stesso Bentham nel suo piano di carcere ideale, denominato Panopticon, prevedevano che tutti i detenuti, rinchiusi nelle proprie celle disposte a semicerchio, potessero essere individualmente sorvegliati da un unico guardiano posto in un corpo centrale, senza peraltro sapere se fossero in quel momento osservati o no. Tale disposizione architettonica era intimamente coerente con il principio benthamiano della dissuasione a fare il male derivante dalla consapevolezza di essere costantemente sotto controllo. A summa dei principii ispiratori del modello carcerario, e della struttura stessa, Carpi fece installare sul suo ingresso l'iscrizione Donec sancta Themis scelerum tot monstra catenis victa tenet, stat res, stat tibi tuta domus.

## La Storia
Il 26 agosto 1797, nel carcere vi fu un tentativo di evasione di massa, il quale poté essere domato solo grazie all'arrivo di rinforzi da Napoli e lasciò sul terreno due morti e numerosi feriti. Un altro tentativo fu effettuato nel 1798, e l'anno seguente la struttura accolse progressivamente la massa dei moti rivoluzionari del 1799. Identica sorte ebbero i rivoluzionari del 1848, tra cui si annoveravano numerosi personaggi di rilievo come Silvio Spaventa e Luigi Settembrini.
Le carceri borboniche, tra cui, oltre a Santo Stefano vi erano le segrete di Ischia, di Nisida, quelle di Procida scavate nella roccia o Montefusco, «erano allora al centro dell'interesse e dell'indignazione europea. Più di ventimila prigionieri di stato. (...) Il regime borbonico aveva escogitato, per la galera dei politici, la "mescolanza orrenda" con i delinquenti comuni, la mancanza di dialogo e la "morte della mente" (...)». In due opuscoli di Luigi Settembrini, Tre giorni in cappella e l'Ergastolo di Santo Stefano abbiamo «la straziante, realistica testimonianza delle ore tremende trascorse in attesa della morte, (...)»
Nel 1860 vi fu una nuova e violenta rivolta, durante la quale gli 800 carcerati, principalmente camorristi della Bella Società Riformata che erano stati esiliati nell'isola dal governo borbonico, presero il controllo del carcere. L'occasione fu data dalla partenza del distaccamento dell'Esercito delle Due Sicilie per unirsi alla resistenza organizzata a Capua dopo l'invasione sarda. Una volta messe le 40 guardie in condizione di non nuocere, i camorristi istituirono la cosiddetta Repubblica di Santo Stefano, le cui redini furono offerte al capintrito (capobanda) Francesco Venisca. L'effimera Repubblica, che ebbe il tempo di dotarsi di uno statuto di convivenza tra gli ex detenuti e gli abitanti dell'isola, ebbe però una vita limitata a poche settimane, e fu disfatta dall'arrivo delle truppe sarde.
Anche dopo la caduta del Regno delle Due Sicilie, il carcere mantenne il proprio ruolo sotto il governo italiano. In questo periodo, il carcere continuò ad accogliere detenuti comuni e speciali, tra cui il più noto capobrigante post-risorgimentale Carmine Crocco e l'anarchico Gaetano Bresci che aveva ucciso re Umberto I di Savoia e con ogni probabilità fu impiccato in cella dai secondini e seppellito frettolosamente.
Durante il ventennio fascista il carcere continuò ad essere un luogo privilegiato per la collocazione di dissidenti politici. Detenuti famosi di questo periodo furono Umberto Terracini, Mauro Scoccimarro, Rocco Pugliese e Sandro Pertini, in seguito diventato Presidente della Repubblica Italiana. Al termine della seconda guerra mondiale, il carcere riprese la sua funzione di ricetto dei delinquenti comuni, per poi essere chiuso definitivamente nel 1965. Da allora la struttura, unico esempio architettonico in Italia dei principii del Panopticon, è andata incontro ad una lenta e progressiva decadenza. Negli anni si sono alternati vari progetti di recupero, ivi compresa un'iniziativa privata che mirava a trasformarlo in struttura alberghiera, rimasti però senza esito.
Tra il 1952 e il 1960 il direttore Eugenio Perucatti, in nome dell’art. 27 della Costituzione da poco approvata, avviò una decisa umanizzazione della vita del carcere, anticipando di 20 anni la riforma carceraria. Perucatti volle restituire dignità alla condizione davvero degradante delle persone qui detenute: valorizzando i rapporti personali con i detenuti, recuperando le loro storie, riavvicinandoli alle loro famiglie e al tempo stesso ristrutturando gli edifici e promuovendo sull’isola molte attività finalizzate al loro recupero (lavoro agricolo e artigianale, istruzione, pratiche religiose, sport, rapporti con i familiari). L’opera di Perucatti rimase emblematica ma incompleta, perché nel 1960 con il pretesto dell’evasione di due detenuti egli fu fatto trasferire al Carcere di Turi.
Il carcere fu chiuso il 2 settembre del 1965 in base al decreto legge del 1958 che riformava il sistema carcerario italiano sentenziando la chiusura dei carceri inutilmente duri.

## Il Progetto di recupero e valorizzazione

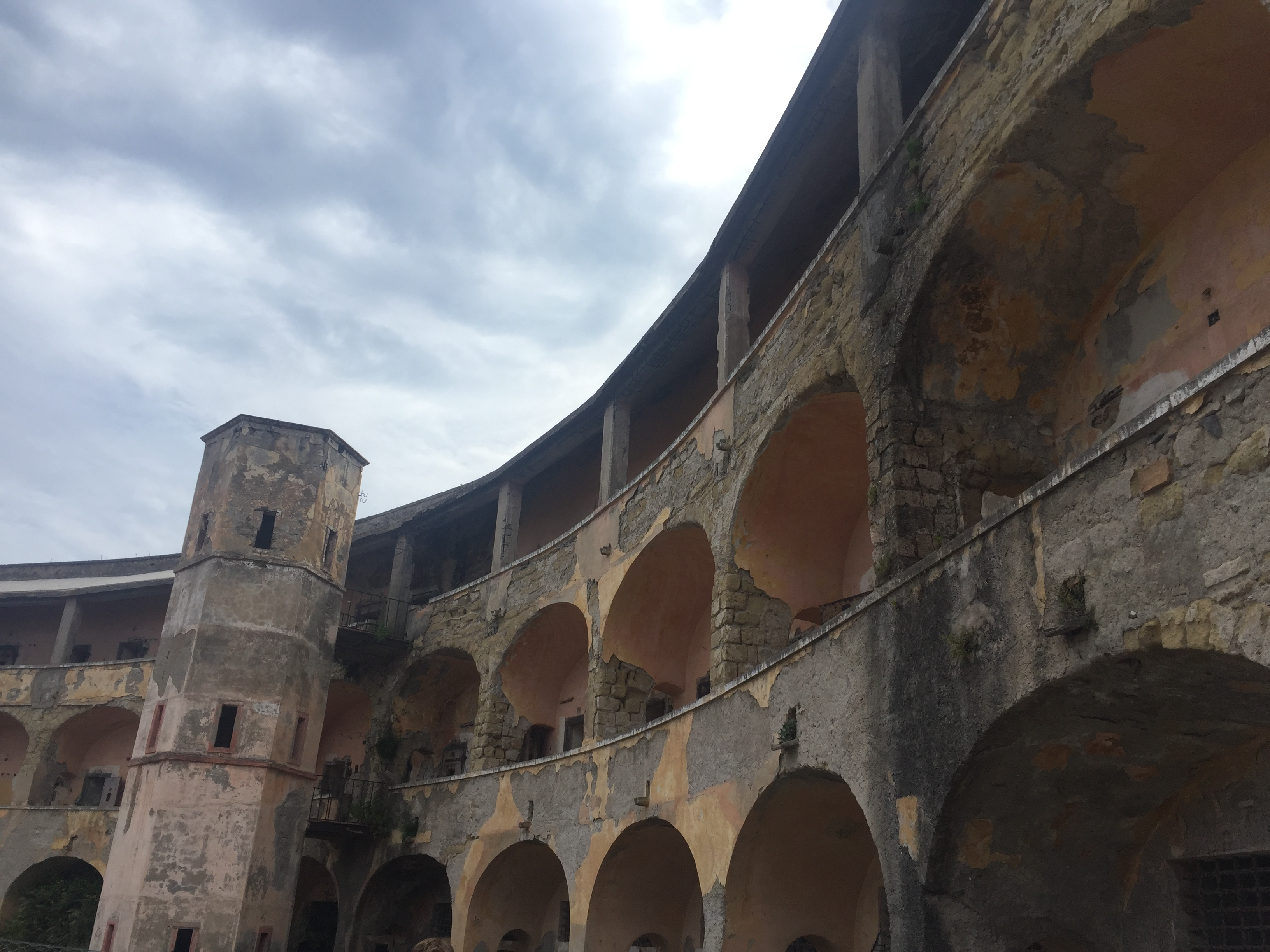
Visuale sulla tripla campata delle celle nel carcere borbonico di Santo Stefano

L'abbandono durò più di 50 anni fino a che nel gennaio 2016, durante una visita del presidente del Consiglio Matteo Renzi, del ministro per i beni culturali Dario Franceschini e del presidente del Lazio Nicola Zingaretti, fu annunciato il progetto di recupero e di riutilizzo dell'ex carcere in ottica europeista, utilizzando la struttura per la realizzazione di un centro di alta formazione.
Ad agosto 2017 è stato realizzato un eliporto ed è stato firmato il Contratto Istituzionale di Sviluppo "per il recupero e la rifunzionalizzazione dell’ex carcere borbonico dell’isola di Santo Stefano" tra Presidenza del Consiglio dei Ministri, Ministero dell'ambiente e della tutela del territorio e del mare, Ministero dei beni e delle attività culturali e del turismo, Agenzia del demanio, Invitalia, Regione Lazio, Comune di Ventotene, Riserva naturale statale Isole di Ventotene e Santo Stefano e Area naturale marina protetta Isole di Ventotene e Santo Stefano. È stato previsto un investimento di 70 milioni di euro, stanziamento disposto dal governo Renzi e confermato dai successivi governi.
A gennaio 2020 il governo Conte II ha nominato Silvia Costa commissario straordinario ai lavori, e a giugno dello stesso anno è stato firmato l'accordo operativo tra MIBACT e Invitalia per l'avvio degli interventi di messa in sicurezza e ristrutturazione dell'ex-carcere e delle strutture pertinenti nell'isola. Il piano di recupero attuale conferma la destinazione per finalità culturali, espositive e di alta formazione, in una dimensione europea ed euro-mediterranea.
A giugno 2021 viene pubblicato da Invitalia il Concorso internazionale di progettazione per il recupero dell'ex Carcere di Santo Stefano. A gennaio 2022, il Presidente del Consiglio Mario Draghi, su proposta del Ministro della Cultura Franceschini e della Commissaria Costa, ha intitolato il Progetto di recupero dell'ex carcere Borbonico a David Sassoli, Presidente del Parlamento europeo prematuramente scomparso.

## I Lavori in corso

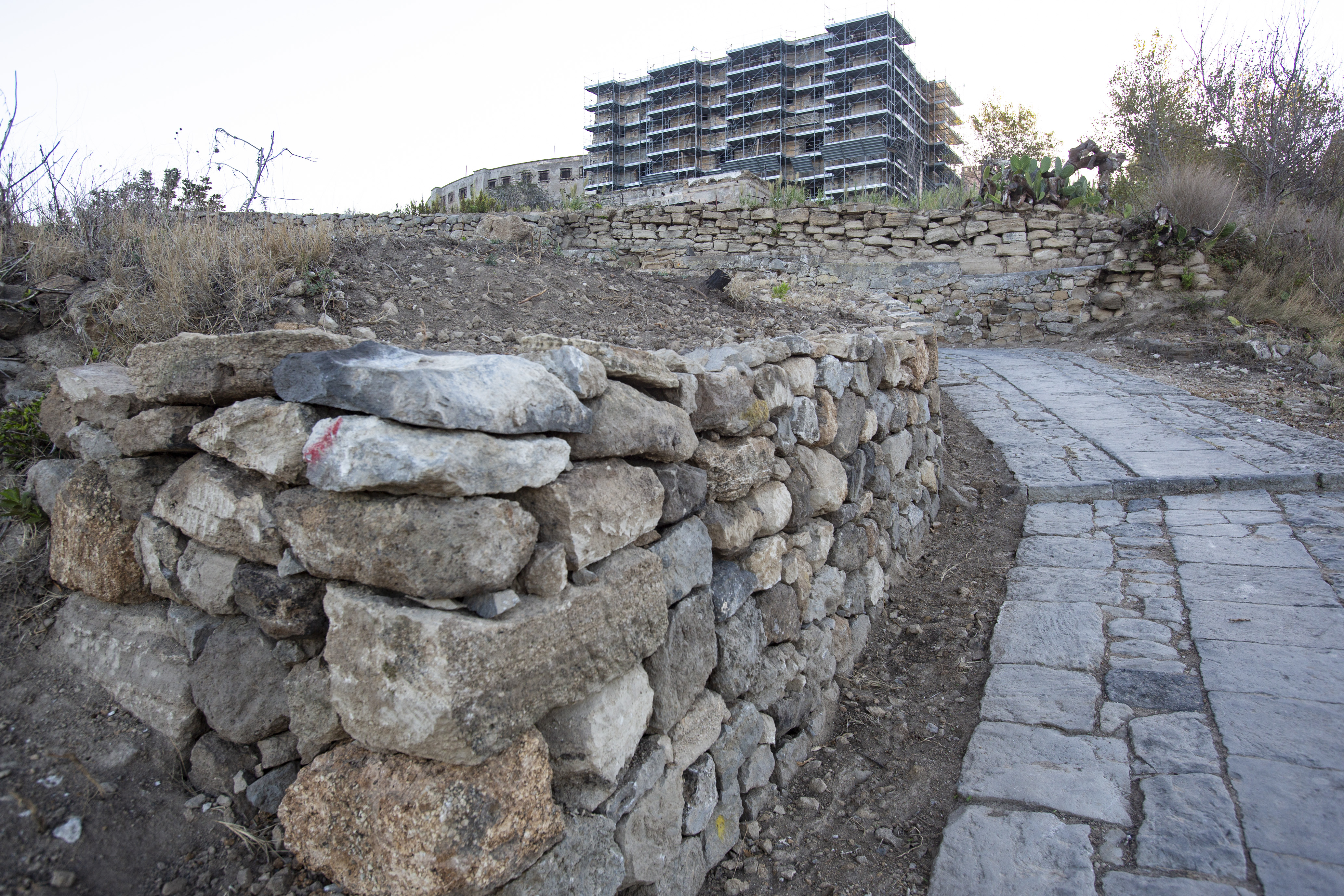
Il percorso che congiunge l'approdo all'ex carcere, che si intravede in lontananza ricoperto dai ponteggi

Nel novembre 2020 sono stati avviati i lavori di messa in sicurezza in somma urgenza del Panopticon che si sono conclusi a marzo 2021 grazie ai quali si è cominciato a contrastare il deterioramento della struttura, avviando tutte quelle opere tese a contrastare l'erosione del vento e i danni dell'acqua. Successivamente sono stati avviati i lavori di messa in sicurezza e parziale restauro che sono tuttora in corso e che comprendono anche i viali di accesso, i muretti a secco e la risistemazione della area dell'ex cimitero. A chiusura dei lavori di messa in sicurezza, prenderanno avvio i lavori della rifunzionalizzazione che porteranno a compimento la trasformazione dell'ex carcere in un polo culturale multifunzionale, Museo, Scuola di formazione e spazio per eventi culturali, che si propone di ispirazione e riferimento per la Next Gen Eu. La direzione lavori è affidata a Invitalia che, in accordo con il Comune di Ventotene, ha fatto sì che le visite non si siano mai interrotte, anche durante le fasi di cantiere.

## Nella cultura di massa
- Sull'isola e tra gli ergastolani del carcere si svolge il racconto La signorina della posta (1964) di Silvano Ceccherini, scritto mentre il carcere era ancora in attività. L'autore esplicitamente omette il nome dell'isola per riserbo.
- In Le maestose rovine di Sferopoli (2021) di Michele Mari è presente il racconto Panopticon.